# Si può fare l'amore vestiti?
Si può fare l'amore vestiti? è un film del 2012 diretto da Donato Ursitti.

## Trama
Aurora, originaria di un piccolo paese in Puglia, lavora come sessuologa a Roma. Ricevuta una telefonata dall'ipocondriaca madre, decide di tornare alle origini. Nel paesino, ritrova i suoi vecchi amici, tra cui Andrea che vive nascondendo la sua omosessualità, e Pietro giovane padre single di una ragazza adolescente. Incontra però anche la diffidenza di alcune persone del luogo ed eviterà elegantemente qualche malinteso. Con la sua professionalità saprà conquistare la fiducia di tutti, anche la propria nonostante le difficoltà che il destino pone sulla sua strada.